# Sur les pas de Ripley
Pour les articles homonymes, voir Ripley.
Sur les pas de Ripley (The Boy Who Followed Ripley) est un roman policier de la romancière américaine Patricia Highsmith, publié en 1980.
Ce thriller psychologique est le quatrième titre d'une série de cinq romans que Patricia Highsmith a consacrée au personnage de Tom Ripley.

## Résumé
Tom Ripley habite à Villeperce, près de Fontainebleau, avec sa femme Héloïse. Un jeune homme, tout aussi séduisant que mystérieux, vient demander de l'aide à Ripley. Ce jeune Américain a endossé une fausse identité mais Ripley découvre qu'il est le fils d'un richissime homme d'affaires, récemment mort dans des circonstances mystérieuses. Le jeune s'appelle donc en réalité Frank Pierson et avoue à Tom Ripley avoir tué son père. Mais est-ce la vérité ? Tom s'attache malgré tout à lui et décide de l'aider en lui fournissant un faux passeport. La famille de Frank ayant entrepris des recherches avec l'aide d'un détective, Ripley l'accompagne à Berlin pour échapper aux recherches. Mais là-bas, rien ne se passe comme prévu : Frank Pierson est enlevé ! Tom Ripley se lance alors à sa recherche...